# Програма ООН з населених пунктів
Програма Організації Об'єднаних Націй з населених пунктів (ООН-Хабітат, англ. The United Nations Human Settlements Programme, UN-HABITAT) — програма ООН зі сприяння сталому розвитку населених пунктів. Заснована в 1978 році. Штаб-квартира організації знаходиться в Найробі (Кенія). Виконавчий директор — Маймуна Мохд Шариф.

## Історія
Наприкінці травня — початку червня 1976 у Ванкувері (Канада) пройшла Перша конференція ООН з населених пунктів (Хабітат I). За підсумками Конференції у Ванкувері в грудні 1977 року Генеральна Асамблея ООН прийняла резолюцію про створення Комісії з населених пунктів. Основним завданням Комісії стало сприяння розвитку міжнародного співробітництва з питань населених пунктів, житлово-цивільного будівництва і будівельних матеріалів. У березні 1978 створено Секретаріат і виконавчий орган Комісії ООН з населених пунктів (Центр ООН з населених пунктів — Хабітат). 
У 1996 в Стамбулі (Туреччина) відбулася Друга конференція з населених пунктів (Хабітат II) на якій були прийняті основоположні документи Центру ООН з населених пунктів. Перший — «Порядок денний Хабітат», так званий всесвітній План дій зі сталого розвитку населених пунктів. Другий — «Стамбульська декларація», у якій глави держав і урядів держав світу взяли зобов'язання щодо забезпечення безпеки, життєздатності, продуктивності та сталого розвитку населених пунктів для всіх людей планети. 
У червні 2001 в Нью-Йорку відбулася 25-та спеціальна сесія Генеральної Асамблеї ООН «5 + Стамбул», присвячена оцінці реалізації «Порядку денного Хабітат». У ході сесії країнами-членами ООН була прийнята «Декларація міст і інших населених пунктів у новому тисячолітті», що позначила принципи і цілі сталого розвитку населених пунктів. 
12 грудня 2001 56-та сесія Генеральної Асамблеї ООН прийняла резолюцію (А/RES/56/206) про підвищення статусу Центру ООН з населених пунктів (Хабітат) до рівня повноправної Програми Організації Об'єднаних Націй з населених пунктів (ООН-ХАБІТАТ). Керівний орган Програми — Комісія з населених пунктів була перетворена в Раду керуючих Програми Організації Об'єднаних Націй з населених пунктів і стала допоміжним органом Генеральної Асамблеї. 
Щороку в перший понеділок жовтня під егідою Програми проводяться різні заходи, приурочені до Всесвітнього дня Хабітат. 

## Виконавчі директори
- Анна Каджумуло Тібайджука (2006-2010)
- Хуан Клос Joan Clos i Matheu[en] (2010-2017)
- Маймуна Мохд Шариф} (з 2018-)

## Представники України при ООН-Хабітат
1. Забігайло Володимир Костянтинович (24.02.2004, № 218/2004 — помер 23.03.2005)
2. Бутяга Володимир Іванович (27.04.2011, № 508/2011 — 31.03.2014, № 353/2014)
3. Цимбалюк Євген Вікторович (19.10.2015, № 592/2015 —)